# Кабаченко, Виктор Петрович
Виктор Петрович Кабаченко (2 января 1955, Херсон, УССР — 27 апреля 2009, Украина) — советский, украинский оператор игрового и документального кино.

## Биография
Окончил КГИТИ имени И. К. Карпенко-Карого (1976, кинооператорский факультет, мастерская С. Шахбазяна).
С 1976 года работал на Одесской киностудии, с 1996 года — на украинском телеканале «1+1».
Сотрудничал с режиссёрами Тимуром Золоевим, Александром Столяровым, Сергеем Буковским, Сергеем Маслобойщиковым, Максимом Сурковым. Удостоен ряда призов и кинопремий в номинации «За лучшую операторскую работу». Член Гильдии кинооператоров и Национального союза кинематографистов Украины.
Умер в ночь с 26 на 27 апреля 2009 года.

## Фильмография
- «Струны для гавайской гитары» (1977)
- «Второе рождение» (1980, т/ф)
- «Колесо истории (фильм)[укр.]» (1981)
- «Время для размышлений» (1982, в соавт. с С. Зиновьевой)
- «Поезд вне расписания» (1985, в соавт. с В. Панковым)
- «Всего один поворот» (1986)
- «Цвет корриды» (1987)
- «Астенический синдром» (1989)
- «В Альдебаран!» (1989, к/м, в соавт.)
- «Осенняя история» (1990)
- «Родинка» (1991, к/м, в соавт. с С. Зиновьевой)
- «Порт» (1991, к/м)
- «Союз одноногих» (1992)
- «Святое семейство» (2000, док/ф)
- «Война — украинский счёт» (2002, док/ф, 9 с., в соавт. с Н. Мандричем)
- «Люди Майдана»/«People from Maydan. NEVSEREMOS!» (2005, в соавт. с Н. Гончаренко, Б. Вержбицким)
- «Крылья бабочки» (2008, в соавт.) и др.

### Фестивали и премии
- 1978 — Приз за операторскую работу МКФ «Молодость» («Струны для гавайской гитары»)
- 1981 — Приз Госкино УССР МКФ «Молодость» («Время для размышлений») и др.